# Circaetus pectoralis
La culebrera pechinegra o águila culebrera de pecho negro (Circaetus pectoralis) es una especie de ave rapaz de la familia Accipitridae. Se asemeja a otras culebreras y se creía conespecífica con la culebrera europea (Circaetus gallicus) y la culebrera sudanesa (Circaetus beaudouini).

## Descripción
Mide unos 65 cm de longitud y el peso varía de 1 a 2,5 kg. La cabeza y el pecho son de color marrón oscuro, al que debe su nombre. En vuelo la cabeza oscura contrasta con las partes inferiores y las supracaudales, que son blancas, aparte de barras oscuras en las plumas de vuelo y cola. Las partes superiores son de color marrón oscuro, y los ojos de color amarillo. Ambos sexos son similares, pero la hembra es ligeramente más grande que el macho, y los juveniles son rojizos.
La llamada es un silbido kwo kwo kwo kweeoo.

## Distribución y hábitat
Esta especie se puede encontrar a lo largo de África meridional desde Etiopía y Sudán en el norte a Sudáfrica en el sur y Angola en el suroeste. Debido a su amplia distribución la especie no está en peligro.
Habita en diferentes hábitats, siempre que pueda encontrar terrenos abierto para cazar, árboles para posarse y anidar y suficiente suministro de alimentos. Esto incluye hábitats semiáridos o incluso zonas desérticas.
Como su nombre lo indica, esta ave se alimenta principalmente de serpientes, pero también caza lagartos, pequeños mamíferos y ranas.
La hembra pone un solo huevo por nidada, que es incubado durante 50 días. Los polluelos dejan el nido después de 3 meses.